# Siats
Siats a neovenatorid theropoda dinoszauruszok egyik kihalt neme, amely az Egyesült Államok Utah államában található késő kréta időszaki cédrus hegységi formációjából ismert. Egyetlen fajt tartalmaz: Siats meekerorum. A S. meekerorum az első Észak-Amerikában felfedezett neovenatorid és geológiailag a legfiatalabb allosauroid. Eleinte megaraptoránnak tartották, amely egy nagy ellentmondásos kapcsolatokkal bíró nagyméretű teropodákat tartalmazó klád. Ez a csoport tartalmazza például a tyrannosauroideákat, neovenatorid allosauroidokat, vagy a bazális coelurosaurusokat.

## Felfedezés

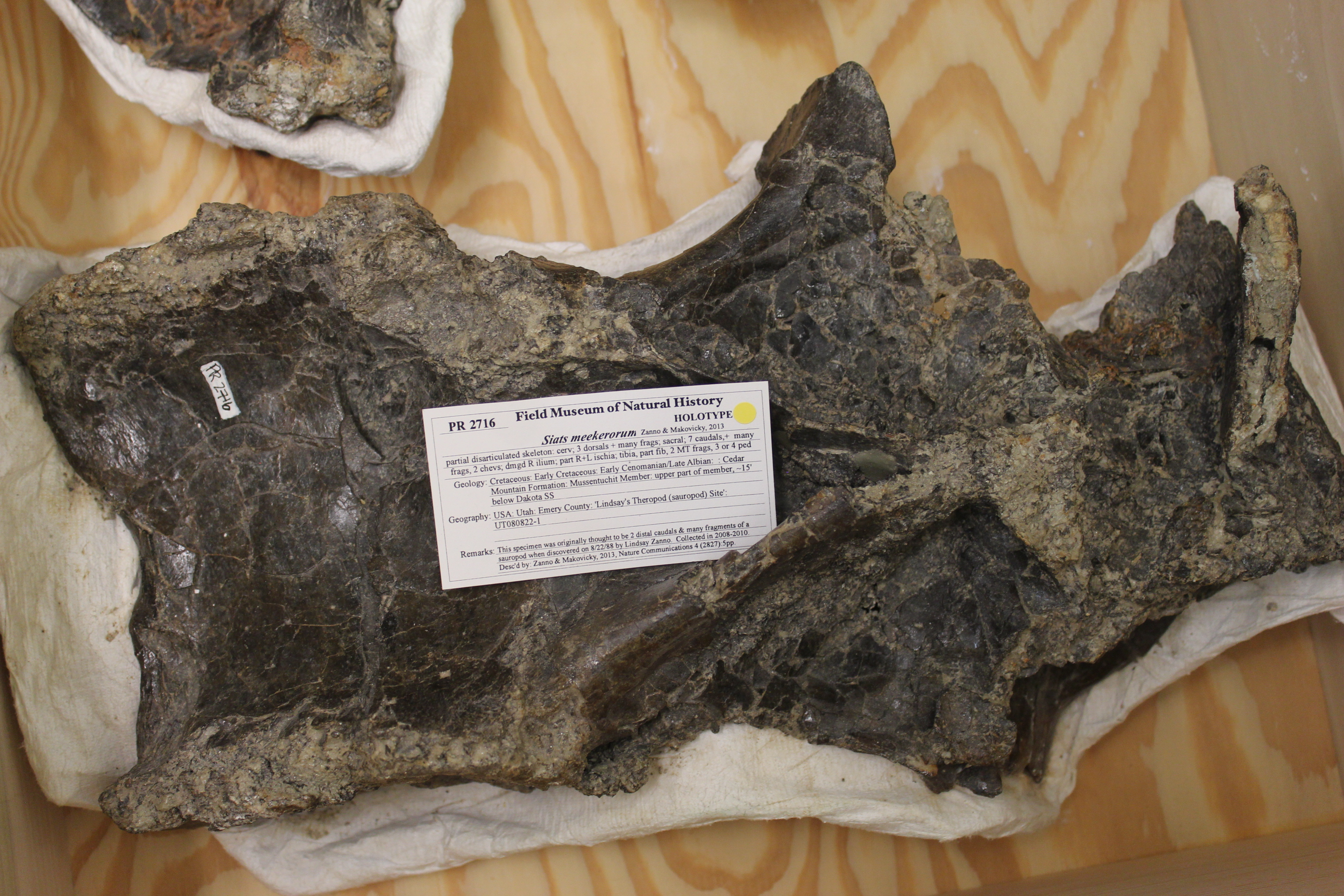
Hátcsigolya

Lindsay E. Zanno és Peter J. Makovicky írta le 2013-ban a Siats nemet, és a típusfaj neve Siats meekerorum lett. A nem neve a Siats nevéből származik, ami egy emberevő szörnyeteg a utai mitológiában. A meekerorum név a néhai geológust, John Caldwell Meekert tiszteli, aki a paleontológiai kutatások támogatására létrehozott egy alapítványt. Özvegye, Withrow Meeker és lányuk, Lis Meeker, a kutatási projekt egyik önkéntese. 
A Siats az FMNH PR 2716 katalógusszámú holotípus alapján ismert, amely egy részleges posztranialis csontváz a chicagói Field Museum of Natural History épületében. Az FMNH PR 2716 öt hát- és nyolc farokcsigolyából, egy Chevronból, egy részleges jobb oldali csípő, ülőcsont és fibulacsontokból, illetve egy részleges bal sípcsontból és pár jobb és bal oldali lábujjpercekből áll. Az FMNH PR 2716-ot Lindsay Zanno fedezte fel a Peter Makovicky által vezetett Field Museum 2008-as expedíciója idején. 2118 és 2010 között gyűjtötték be a kb. 94,5 millió éves leleteket.

## Leírás

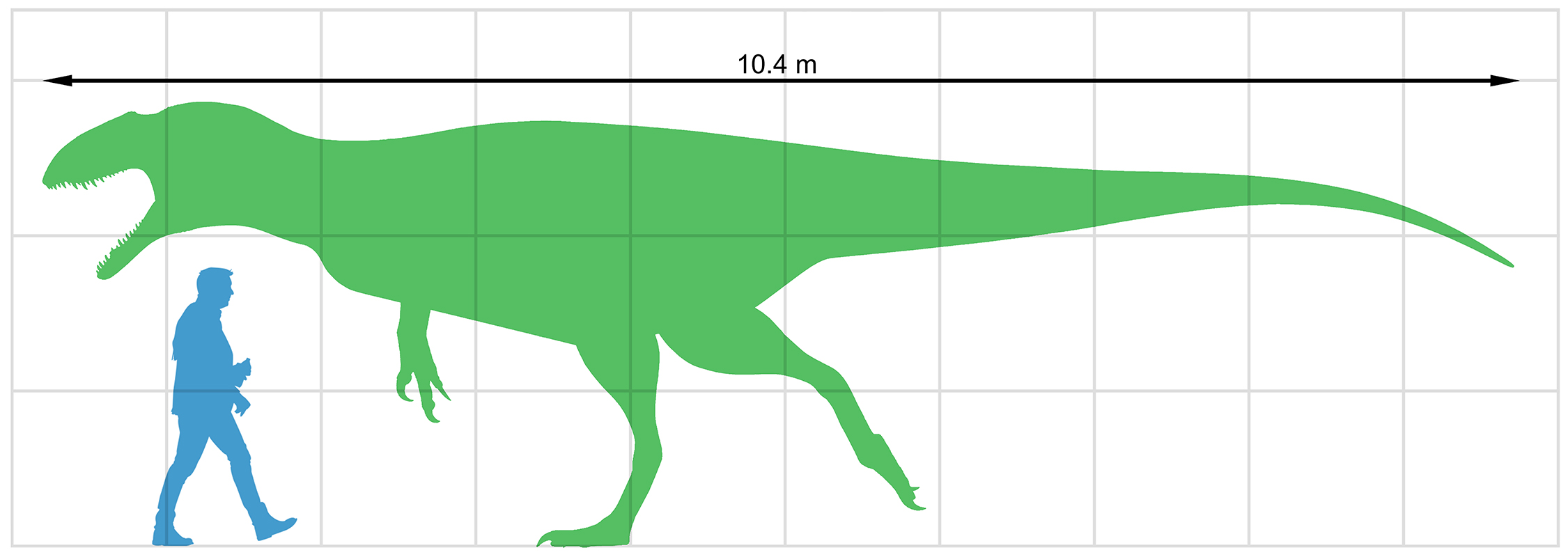
Mérete az emberhez képest

A holotípus az FMNH PR 2716, egyetlen egyed maradványából áll, amelyet még nem kifejlettnek tekintenek. Ezt az idegívek és a hátcsigolyák centrumának hiányos összeforrása alapján gondolják. A Siatsot hét diagnosztikai bélyeg, köztük négy autapomorfia (azaz egyedi) tulajdonság jellemzi. Autapomorfiái közé tartozik a distalis farokcsigolyák szubháromszög keresztmetszete, hosszúkás centrodiapophysealis lamellák, amelyekből a proximális farkokon észrevehető infradiapophysealis fossae hiányzik, a csípő szemérem nyúlványán látható keresztirányú konkáv acetabuláris perem. További figyelemre méltó tulajdonsága a hátcsigolyákon található széles tövisnyúlványok.

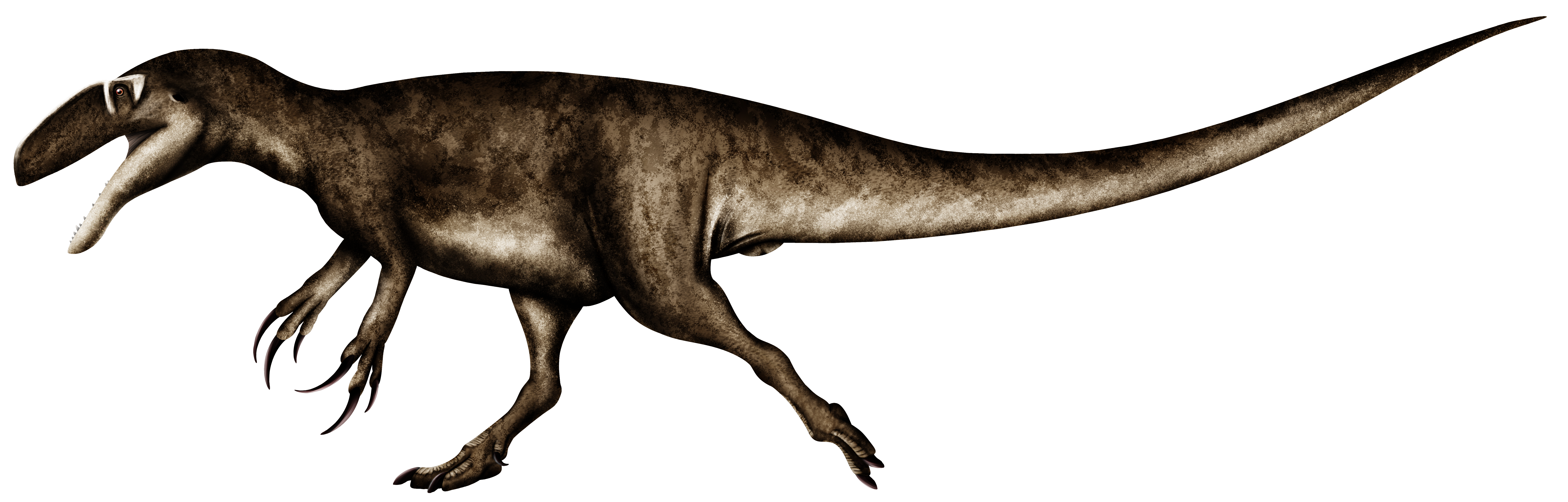
Testrekonstrukció

A Siats az egyik legnagyobb ismert észak-amerikai theropoda. Zanno és Mackovicky (2013) más megaraptorataxonokat felhasználva a holotípus egyed hosszát 11,9 méteresre becsülte. Ezenkívül combcsontkerület-regresszióval becsülték a tömegét, ami nagyjából 4 t lehetett. A szerzők azt is írták, hogy a holotípus már akkora volt, mint a Saurophaganax és az Acrocanthosaurus, annak ellenére, hogy a látható neurocentrális varratok csontozódás hiányát mutatják, ami még növésben lévő egyedre utal.
Ha ez egy neovenatorid, akkor a Siats felfedezése azt is jelenti, hogy az allosauroidok Észak-Amerikában csak a késő kréta korszakban adták át a dominanciát a tyrannosauroidok számára. A megaraptorák osztályozásában azonban jelentős ellentétek vannak. A Siats elhelyezése a Megaraptora csoportban önmagában szintén vita forrása volt. A legutóbbi elemzések szerint a megaraptora elhelyezésétől függetlenül nem megapaptora neovenatoridként helyezik el.

## Filogenitás és osztályozás
A Siats eredetileg megaraptoran neovenatoridként lett osztályozva, ami szorosan kapcsolódik a Chilantaisaurushoz, amit 2013-ban fedeztek fel. A besorolás a hangsúlyos centrodiapophyseal lemezek által közrefogott mély infradiapophyseal fossa alapján történt, ezeknek a farokcsigolyáknak az idegi ívei hasonlóak a megaraptoran aerosteonéhoz. A fiatalkorú Megaraptor példány 2014-es leírásában a Siats helyzetét is kutatták, és kiderült, hogy a megaraptoránok inkább tirannosauroidok, mint neovenatoridák. A tanulmány megjegyezte, hogy a Siats, bár a Neovenatorral számos jellegben hasonló, de a hátcsigolyák, az ilium és a fibula szerkezetében nagyon különbözik a megaraptoránoktól. Egy ezt követő elemzés, amit Coria és Currie (2016) végzett, még a megaraptorákat mint neovenatorid említi, szerintük a Siats és Chilantaisaurus mint neovenatorid, és kívül esik a Megaraptora csoporton. Másrészt a Bell és munkatársai által publikált filogenetikai tanulmány (2016) a Siatsot a Coelurosauria tagjaként említi, amely ezen a csoporton belül bizonytalan filogenetikai elhelyezkedéssel bír. 

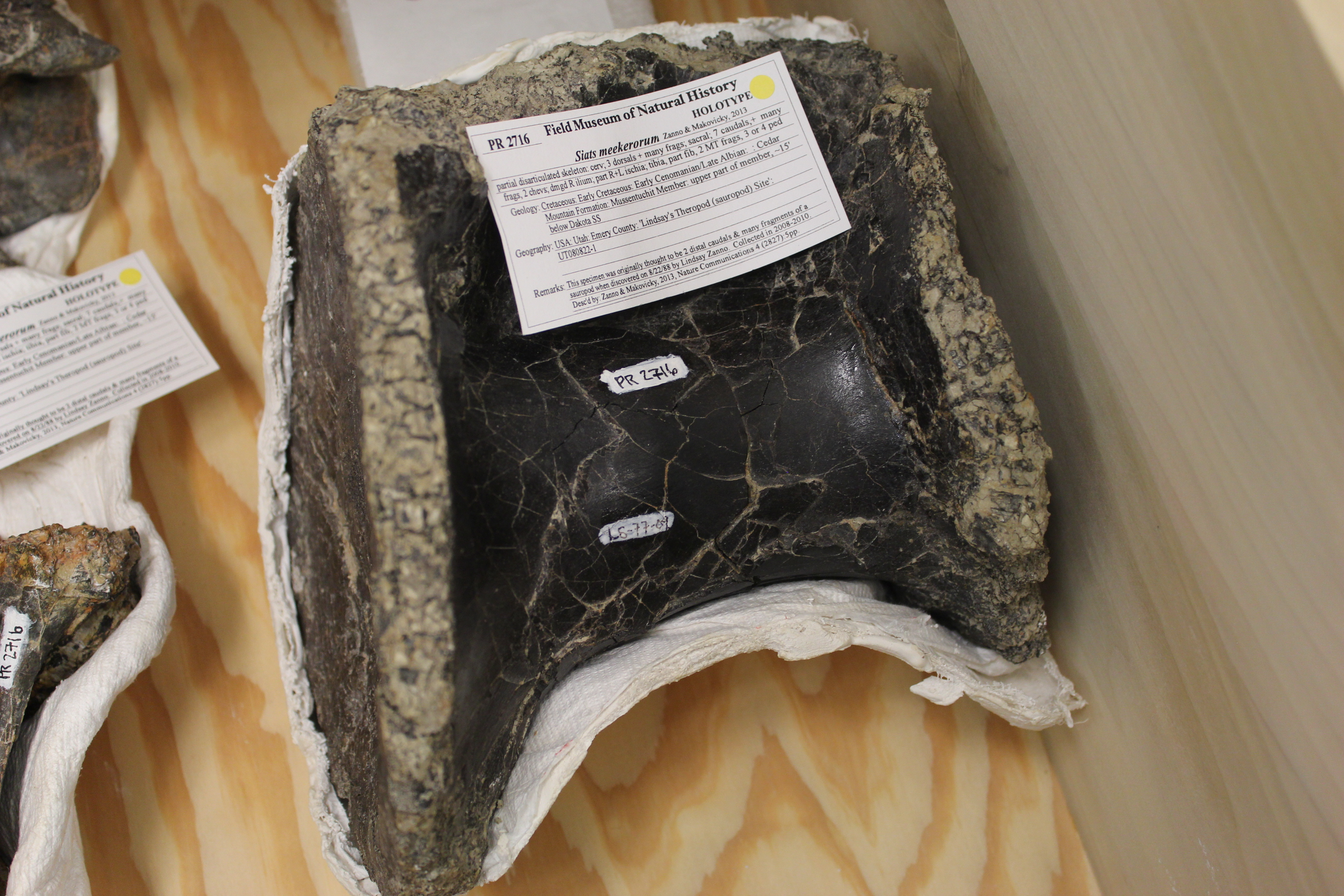
Részleges farokcsigolya

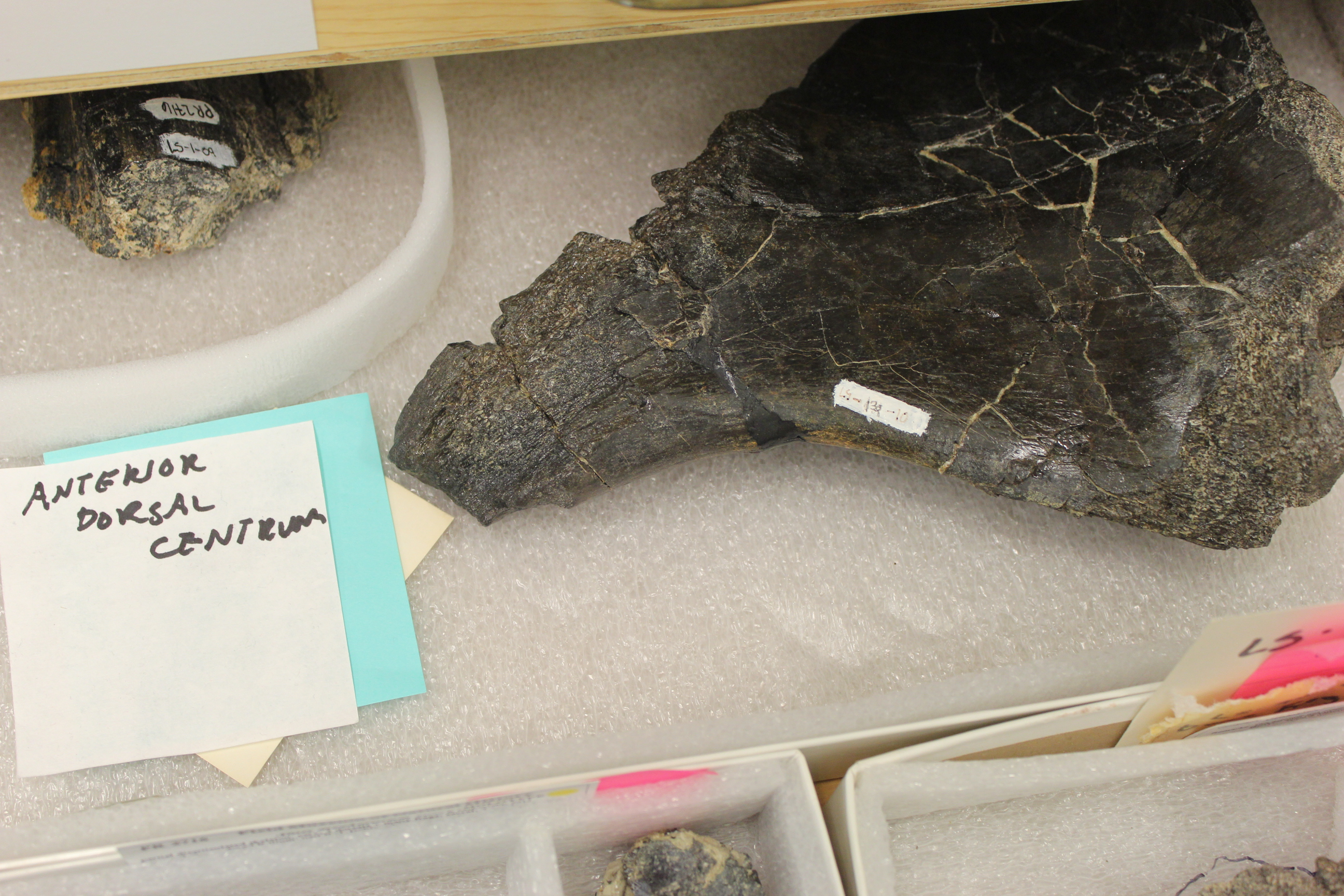
Részleges hátcsigolya

## Fordítás
- Ez a szócikk részben vagy egészben  a   Siats című angol Wikipédia-szócikk ezen változatának fordításán alapul.  Az eredeti cikk szerkesztőit annak laptörténete sorolja fel. Ez a jelzés csupán a megfogalmazás eredetét és a szerzői jogokat jelzi, nem szolgál a cikkben szereplő információk forrásmegjelöléseként.